# ACS Recaș
Asociația Club Sportiv Recaş byl rumunský fotbalový klub sídlící ve městě Recaș. Klub byl založen v roce 1917, ovšem výraznějších úspěchů se dočkal až po roce 2009 kdy postoupil poprvé ve své historii z rumunské čtvrté nejvyšší soutěže. Klub zanikl v roce 2012 po přestěhování klubu do Temešváru, kde vznikl klub ACS Poli Timișoara.

## Umístění v jednotlivých sezonách
| Sezóny  | Liga               | Úroveň | Z  | V  | R | P | VG | OG | +/- | B  | Pozice |
| ------- | ------------------ | ------ | -- | -- | - | - | -- | -- | --- | -- | ------ |
| 2009/10 | Liga III - Seria V | 3      | 30 | 20 | 2 | 8 | 46 | 24 | +22 | 62 | 3.     |
| 2010/11 | Liga III - Seria V | 3      | 26 | 15 | 4 | 7 | 46 | 30 | +16 | 49 | 2.     |
| 2011/12 | Liga III - Seria V | 3      | 30 | 22 | 4 | 4 | 64 | 19 | +45 | 70 | 1.     |